# 鲁亚·伊格纳托娃
鲁亚·伊格纳托娃（保加利亚语：Ружа Игнатова，1980年5月30日—）是保加利亚一位女性詐騙犯，也是維卡幣创始人，《泰晤士报》認為維卡幣是“历史上最大的骗局之一”。

## 生平
自2017年以来，伊格纳托娃一直四處潛逃。 她最後一次被人目擊是在2017年飛往希臘的航班。2019年初，美国当局在缺席审判的情況下指控鲁亚·伊格纳托娃犯下郵件和電匯欺詐、证券欺诈和洗黑钱等罪行。她于2022年6月被列入美國聯邦調查局十大通緝要犯。